# Ibiza
 Denne artikel omhandler en balearisk ø. Opslagsordet har også en anden betydning, se SEAT Ibiza.
Ibiza (officielt catalansk navn: Eivissa) er en af de Baleariske Øer i den spanske øgruppe i Middelhavet.
Øen har et areal på 577 km2
og et befolkningstal på 160.644 (2024) indbyggere. De største byer på øen er Ibiza By (53.717(2024) indbyggere) og San Antonio Abad (28.609(2024) indbyggere). Syd for Ibiza ligger øen Formentera. Øen ligger ca. 90 kilometer øst for det spanske fastland og 276 km fra Algier.

## Natur
Balearerne er en afsprængt fortsættelse af de andalusiske klippebjerge, som strækker sig fra Gibraltar over Sierra Nevada. En cirka 1.500 meter dyb havgrav skiller øen fra det spanske fastland. Pityuserne har sin egen fastlandssokkel.
Den indre del af Ibiza er en kuperet med forrevne kyster, afbrudt af små sandbugter. Kystlængden udgør cirka 210 kilometer. Ibizas højeste punkt er er det 476 m høje bjerg Sa Talaia.
1999 blev Ibiza en del af UNESCO's Verdensarvsliste på grund af sin biologiske og kulturelle mangfoldighed.

## Historie
Man ved ikke meget om Pityusernes oprindelige indbyggere. Man formoder dog, at udviklingen lignende som på naboøerne Mallorca og Menorca.
Mellem 2000 og 1600 f.Kr.v. Chr. udviklede Talayot-Kulturen (fra arab. Atalayi, udsigt) sig på Balearerne. Talayotkulturen (også stavet Talaiot). Kulturen byggede flere megalititiske monumenter, særlig tårnlignende bygninger af store stenblokke, der tjente som kultsteder eller forsvarsanlæg. På Ibiza og Formentera har man dog ikke fundet rester af disse monumenter. hulemalerierne ses i'Ses Fontenelles mellem Santa Agnes og San Antonio samt megalitterne Ca na Costa på Formentera tyder dog på, at Pityuserne i denne tidsperiode var befolket. Det var iberere eller occitanierne, der som de første befolkede Ibizia.
I 654 f.Kr. grundlagde fønikiske nybyggere en havneby på Balearene, Ibossim (fraetdet fønikiske iboshim, tilegnet guden for musik og dans, Bes). Han blev senere kaldt Ebusus af romerne. Grækerne, som kom til Ibiza mens fønikerne var her kaldte de to øer Ibiza og Formentera Pityûssai («øerne med skovfyr»). Assyrerne invaderede øen og fønikerne forsvandt. Ibiza kom så under Karthago, som også var en tidligere fønikisk koloni. På øen blev der produceret farver, salt, fiskesovs (garum) og uld.  
En helligdom tilegnet gudinden Tanit blev bygget ved grotten ved Es Culleram og resten af Balearene blev en del af handelsområdet til Ibiza efter 400 f.Kr. Ibizia var en stor handelsstation langs handelsrutene i Middelhavet, og begyndte at oprette sine egne handelsstationer på Mallorca, som Na Guardis. 
Under den anden puniske krig blev øen angrebet af to brødre fra Scipio-familien i 209 f.Kr., men de blev ved med at være loyale til Karthago. Da det begyndte at gå dårligt for kartagerne på fastlandet, blev Ibiza brugt som tilflugtssted for general Mago. Her samlede han forsyninger og mænd før han sejlede til Menorca og derefter til Liguria. Ibiza fik sig forhandlet frem til en gunstig aftale med romerne som gjorde at Ibiza ikke blev ødelagt og kunne beholde de puniske institutioner langt ind i tiden under Romerriget. Derfor findes der i dag gode eksempler på senere punisk civilisation på Ibizia. Under Romerriget blev øen en udpost og havnede efterhånden udenfor de vigtige handelsruter. 
Efter Romerrigets fald og en kort periode under vandalerne og så det Byzantinske Rige, blev øen erobret af maurerne. Ibiza kom i nær kontakt med byen Dénia (den nærmeste havneby på fastlandet) og de to områder blev styrt af den samme taifaen. 
Øen blev generobret for kristendommen af kong Jakob 1. af Aragonien i 1235.   Siden da havde øen forskellige former for selvstyre, men i 1715 fjernede kong Filip 5. af Spanien selvstyret. Hele Balearene fik selvstyre da demokratiet kom til Spanien  i 1970-årene. I dag er øen en del af den autonome region Balearene sammen med Mallorca, Menorca og Formentera.

### Turisme
Øen blev omkring 1935 opdaget af britiske turister. På grund af den spanske borgerkrig og kort tid efter på grund af 2. verdenskrig kom turismen igen til at ligge stille. Omkring 1946 kom turisterne igen tilbage til øen (og i 1960erne også mange hippier, men først i 1970erne udviklede turismen sig i større målestok.
I dag er turismen øens vigtigste indtægtskilde. I 2002 blev øen besøgt af ca. 1,5 mio. turister, omkring halvdelen af dem var fra Storbritannien, efterfulgt af tyskere, Italienere og franskmænd.
2016 besøgte mere end 3 mio. turister øen og i 2017 besøgte omkring 190 krydstogtskibe øen, som tilsammen havde ca. 340.000 gæster med.

## Klimaet
Vintrene er milde, temperaturen om vinteren er omkring 15 °C, moderat nedbør. Meget sjældent sne og frost. Sommersæsonen varer fra juni til september, temperaturen er normalt på 30 °C, et stort antal solskinstimer, nedbør er ekstremt sjældent.

## Transport
95 % af alle der ankommer eller forlader Ibiza, benytter Ibiza Lufthavn.

## Klubber
Ibiza er kendt for at være centrum for den elektroniske klubscene[kilde mangler], og huser bl.a. verdens største natklub, Privilege Ibiza, med plads til 10.000 gæster. Andre klubber er:
- Amnesia
- Café Del Mar
- Eden
- DC-10
- Es Paradís
- Pacha
- Space
- Bora Bora
- Martina
- Gala Night (ZOO Project)
- Sankeys